# Грыгар, Моймир
Моймир Грыгар (чеш. Mojmír Grygar; род. 3 февраля 1928, Бабина, ныне Словакия) — чешско-нидерландский филолог-славист и семиотик. Брат художника Милана Грыгара.

## Биография
Окончил филологический факультет Карлова университета (1954), ученик и, в последующие несколько лет, ассистент Яна Мукаржовского. Работал в Институте чешской литературы АН ЧССР, в 1961 г. защитил диссертацию «Художественный репортаж как литературный жанр» (чеш. Umělecká reportáž jako literární druh). Эмигрировав в Нидерланды, с 1969 г. и до выхода на пенсию в 1993 г. преподавал в Амстердамском университете (среди его учеников, в частности, Виллем Вестстейн). После 1991 года работал также в учебных заведениях Праги и Оломоуца.
Дебютировал в литературоведении книгами о жизни и творчества Юлиуса Фучика и Яна Неруды, затем занимался семиотикой и структурным анализом поэтического текста, в том числе русистикой (творчество В. Хлебникова, В. Маяковского, Б. Пастернака).